# Cape Gantheaume
Cape Gantheaume är en udde i Australien. Den ligger i delstaten South Australia, omkring 170 kilometer sydväst om delstatshuvudstaden Adelaide.
Trakten är glest befolkad. Det finns inga samhällen i närheten.